# Pieter Brueghel der Jüngere

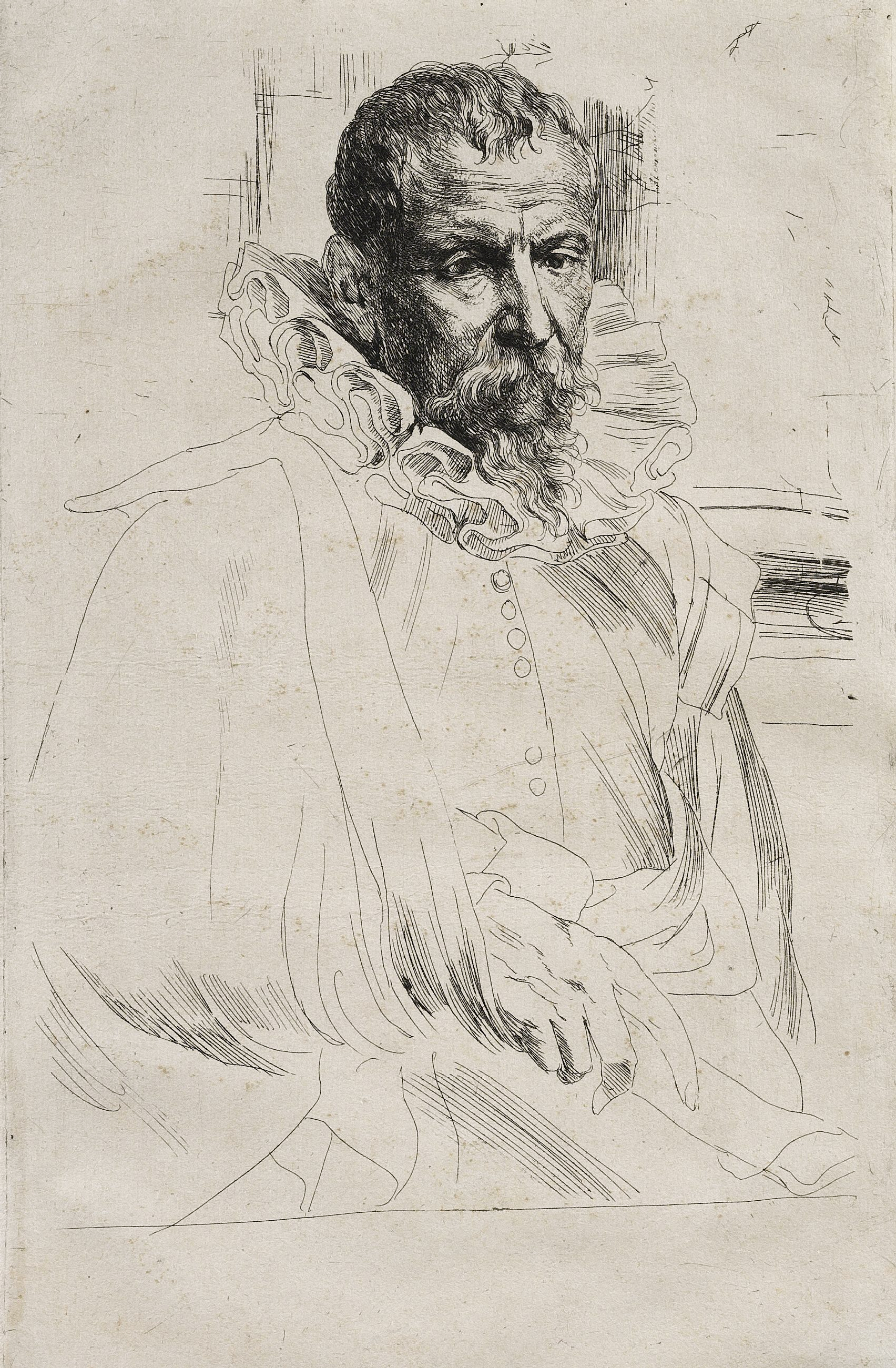
Pieter Brueghel der Jüngere
(Porträt von Anthonis van Dyck)

Pieter Brueghel der Jüngere (auch Breughel oder Breugel; * zwischen 23. Mai und 10. Oktober 1564 in Brüssel; † zwischen März und April 1638 in Antwerpen), genannt de Helse Brueghel oder Höllenbrueghel, war ein brabantischer Genremaler. Er wirkte in der Zeit des Übergangs von der Spätrenaissance zum  Frühbarock.

## Leben
Der spätere Künstler wurde als Sohn des Malers Pieter Bruegel des Älteren (1525–1569) und dessen Ehefrau Mayken, einer Tochter des Pieter Coecke van Aelst, in dem noch heute bestehenden Haus in der Hoogstraat 132 im Brüsseler Marollenviertel geboren. Dort verbrachte er seine Kindheit gemeinsam mit dem später Samtbrueghel genannten jüngeren Bruder Jan Brueghel dem Älteren und einer Schwester namens Marie. Im Alter von fünf Jahren verlor der Knabe seinen Vater und kann folglich entgegen einer verbreiteten Meinung nicht von diesem ausgebildet worden sein. Nach Angaben von Karel van Mander wurde der junge Brueghel in Antwerpen, wo seine Gegenwart seit 1578 belegt ist, bei dem Landschaftsmaler Gillis van Coninxloo (1544–1607) in die Lehre gegeben.
Im Jahr 1585 ist er als selbständiger Meister in den Büchern der Lukasgilde in Antwerpen verzeichnet. Er unterhielt in Antwerpen ein größeres Atelier, in dem zeitweilig auch sein Bruder Jan arbeitete und laut den Zunftbüchern von 1588 bis 1626 neun Gehilfen beschäftigt waren.
Pieter Brueghel der Jüngere starb im Jahr 1638 im Alter von 73 Jahren. Im selben Jahr starb auch seine Frau Elisabeth Goddelet, die er am 5. November 1588 geheiratet hatte. Letztere gebar ihm sieben Kinder, darunter den späteren Maler Pieter III. Brueghel.

## Werk
Der dem Maler verliehene Beiname Höllenbrueghel beruht auf einer in früheren Zeiten irrtümlich vorgenommenen Zuschreibung der in den ersten Jahren des 17. Jahrhunderts entstandenen kleinformatigen Höllenszenen, die heute dem Werk seines Bruders Jan (Samtbrueghel) zugeordnet werden.

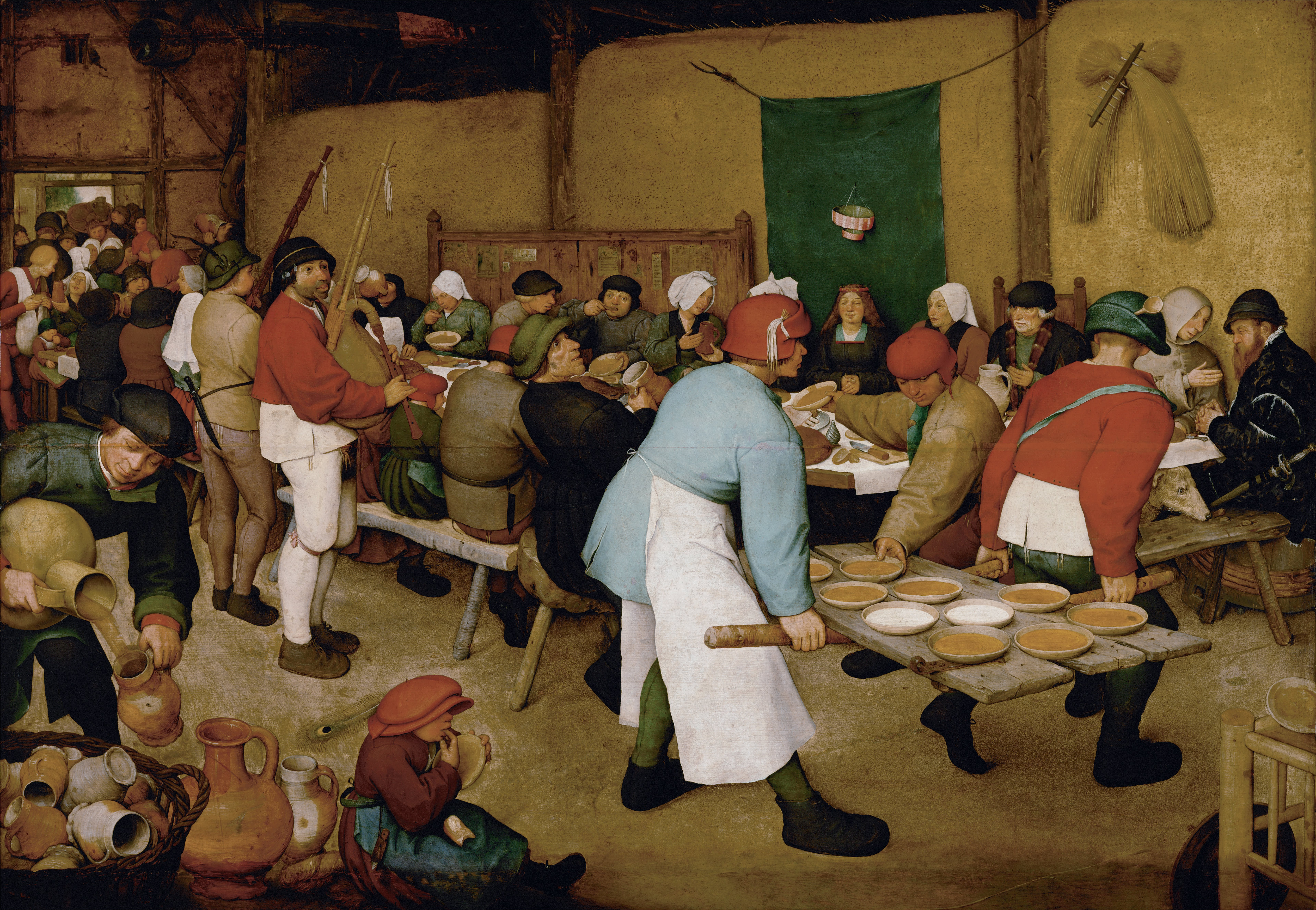
Pieter Bruegel der Ältere
Die Bauernhochzeit (ca. 1568)
Wien, Kunsthistorisches Museum

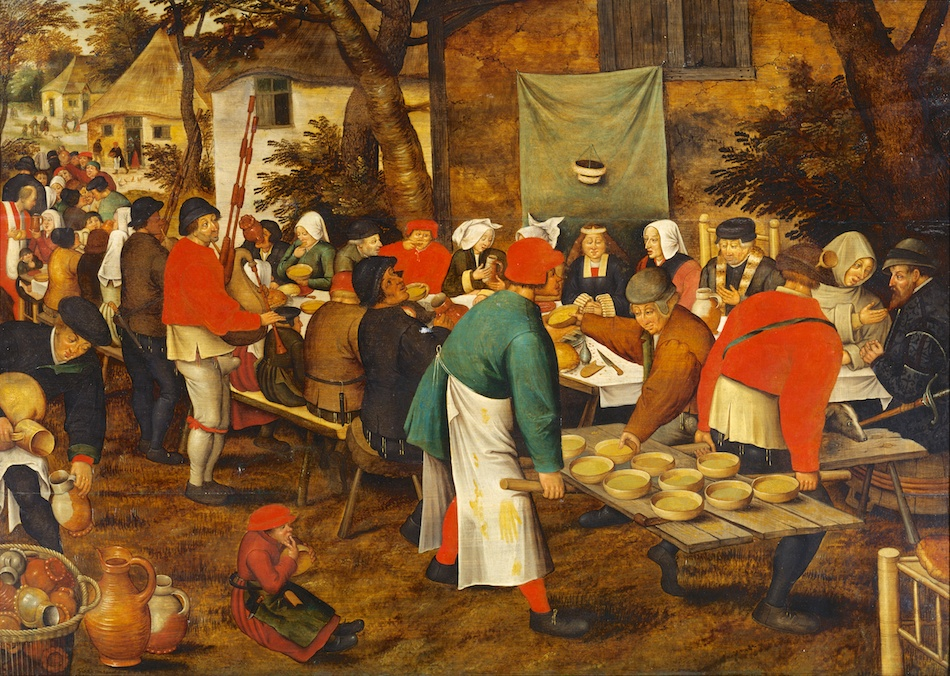
Pieter Brueghel der Jüngere
nach Pieter Bruegel dem Älteren:
Die Bauernhochzeit (1630)
Tokyo Fuji Art Museum

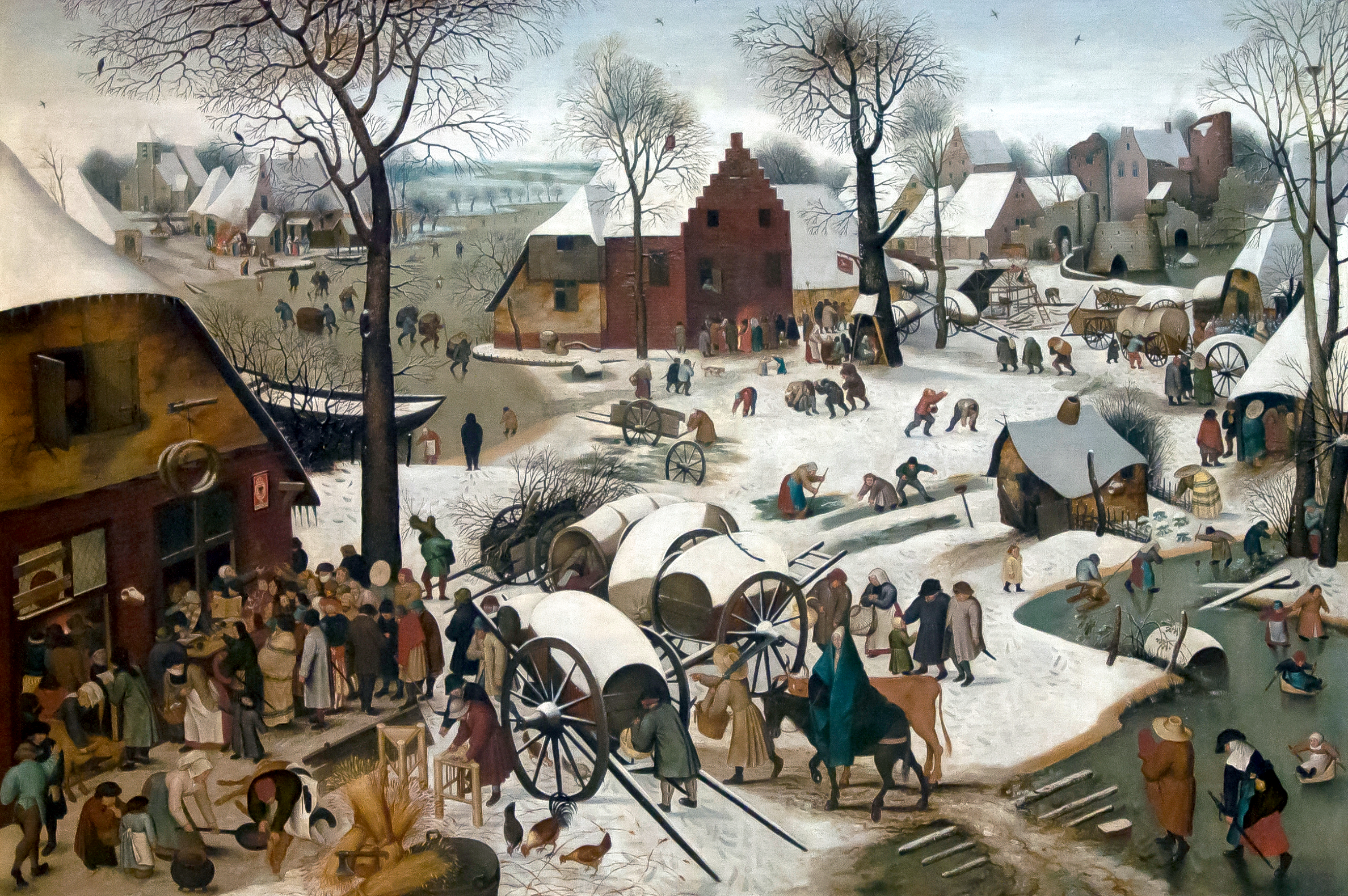
Pieter Brueghel der Jüngere
nach Pieter Bruegel dem Älteren:
Die Volkszählung zu Bethlehem oder Die Ablieferung des Zehnten (Le paiement de la dîme)
Lille, Palais des Beaux-Arts

Das Werk Pieter Brueghels des Jüngeren untergliedert sich in
- Gemälde nach vorhandenen oder bekannten, aber verschollenen Originalen Pieter Bruegels des Älteren (der weitaus größte Teil des Werkes),
- Gemälde in der Manier Pieter Bruegels des Älteren, für die ein Original des Letztgenannten nicht aufgespürt werden konnte,
- einige ihm zugeschriebene eigene Kompositionen.

Van Mander bezeichnete im Jahr 1604 den damals vierzigjährigen Maler als guten Kopisten der Werke seines Vaters. Dieser umfangreichen und beachtlichen, in der ersten Hälfte der Schaffenszeit fast serienmäßig vorgenommenen Arbeit ist die Überlieferung von Bildinhalt und Komposition verschiedener heute verschollener Werke Pieter Bruegels des Älteren zu verdanken. Sie umfasst einen Großteil des Werkes; allerdings fehlen die großen Landschaftskompositionen der sechs Monatsbilder. Daneben setzte Pieter der Jüngere auch Zeichnungen und Stiche seines Vaters in Ölgemälde um. Diese Kopien beziehungsweise auch mehr oder weniger abweichende Imitationen aus dem Atelier Pieter Brueghels des Jüngeren entsprachen der starken Nachfrage nach den Werken Pieters des Älteren. Es sind 13 Kopien der Volkszählung zu Bethlehem bekannt, mehrere der Predigt Johannes des Täufers,  weitere der Niederländischen Sprichwörter, der Bauernhochzeit usw. Weitgehend ungeklärt bleibt die unter anderem auch anlässlich der Ausstellung „L’Entreprise Brueghel“ (2002) im Brüsseler Königlichen Museum für Alte Kunst aufgeworfene Frage, welchen Anteil Pieter der Jüngere innerhalb seines Ateliers tatsächlich an der Produktion hatte und nach welchen Vorlagen die gefragten und schon damals nicht mehr im Familienbesitz befindlichen Werke seines Vaters kopiert wurden. Zahlreiche Museen in vielen Ländern bewahren Gemälde aus dem Antwerpener Atelier.
Für mehrere in der Manier von Pieter dem Älteren ausgeführte Gemälde – wie beispielsweise der Anbetung der Könige im Schnee (36 Varianten, darunter sechs datierte und signierte), in denen auch vielfältigere Abweichungen festzustellen sind, oder den Bauernadvokaten – konnte ein entsprechendes Werk des Vaters, das als Vorlage hätte dienen können, nicht aufgespürt werden.

### Werkauswahl
- ???: Die Volkszählung zu Bethlehem (De volkstelling te Bethlehem), nach Pieter Brueghel dem Älteren, Lille, Palais des Beaux-Arts de Lille
- ???: Die niederländischen Sprichwörter, nach Pieter Brueghel dem Älteren, Antwerpen, Rockox Haus
- 1559: Der Streit des Karnevals mit der Fastenzeit, nach Pieter Bruegel dem Älteren, Wien, Kunsthistorisches Museum
- 1608: Ländliche Szene, Turin, Galleria Sabauda
- 1616: Der gute Hirte, Brüssel
- ???: Die Anbetung der Könige im Schnee (L'Adoration des mages sous la neige), Prag, Nationalgalerie
- 1621: Der Bauernadvokat, Gent, Museum der Schönen Künste
- ???: Der Alchemist, Öl auf Holz, 68,8 × 96 cm, Auktionshaus Lempertz, 2010